# Jacob Opdahl
Jacob Opdahl (Bergen, 15 de janeiro de 1894 — Bergen, 20 de março de 1938) foi um ginasta norueguês que competiu em provas de ginástica artística pela nação.
Opdahl é o detentor de uma medalha olímpica, conquistada na edição de 1912, nos Jogos de Estocolmo. Na ocasião, foi o medalhista de ouro da prova coletiva de sistema livre ao lado de seus 23 companheiros de equipe (incluindo seu irmão, Nils), quando superou as nações da Finlândia e Dinamarca, prata e bronze respectivamente. Oito anos mais tarde, nas Olimpíadas da Antuérpia, subiu ao pódio novamente, ao conquistar a medalha de prata na mesma modalidade.